# Cossoine

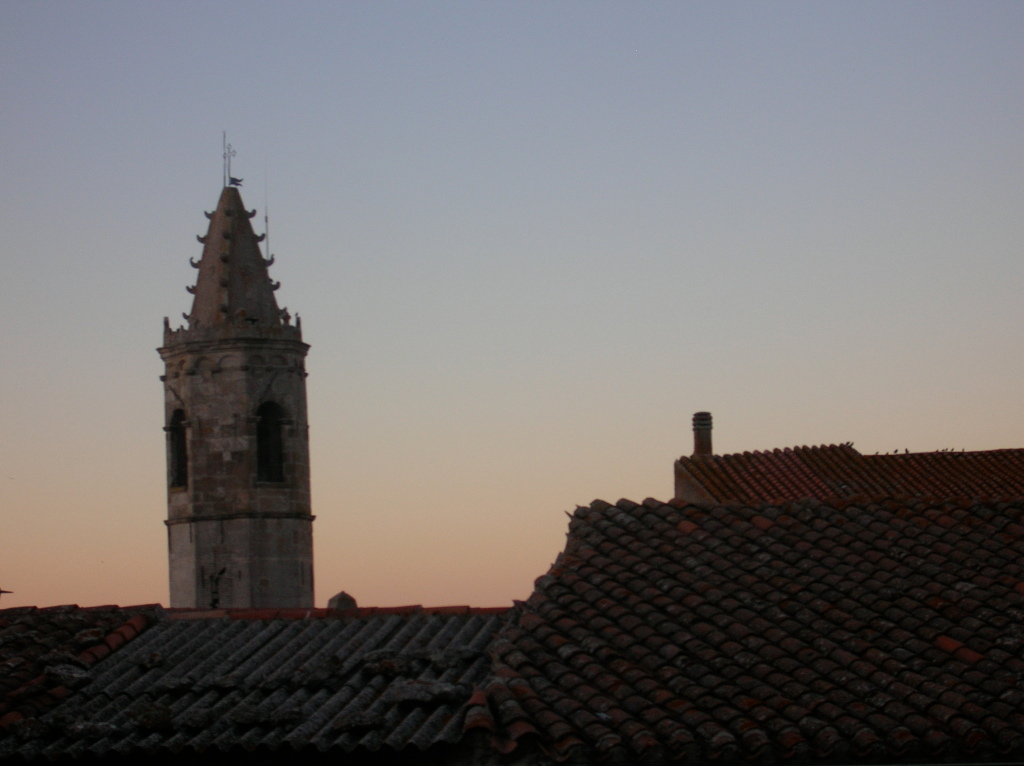
Santa Chiara

Cossoine (Cossoìne in sardo) è un comune italiano di 757 abitanti della città metropolitana di Sassari.
È compreso nella regione storico-geografica del Meilogu, a sua volta sub-regione del Logudoro. Dista 48 km da Sassari e 60 km da Alghero.

## Storia

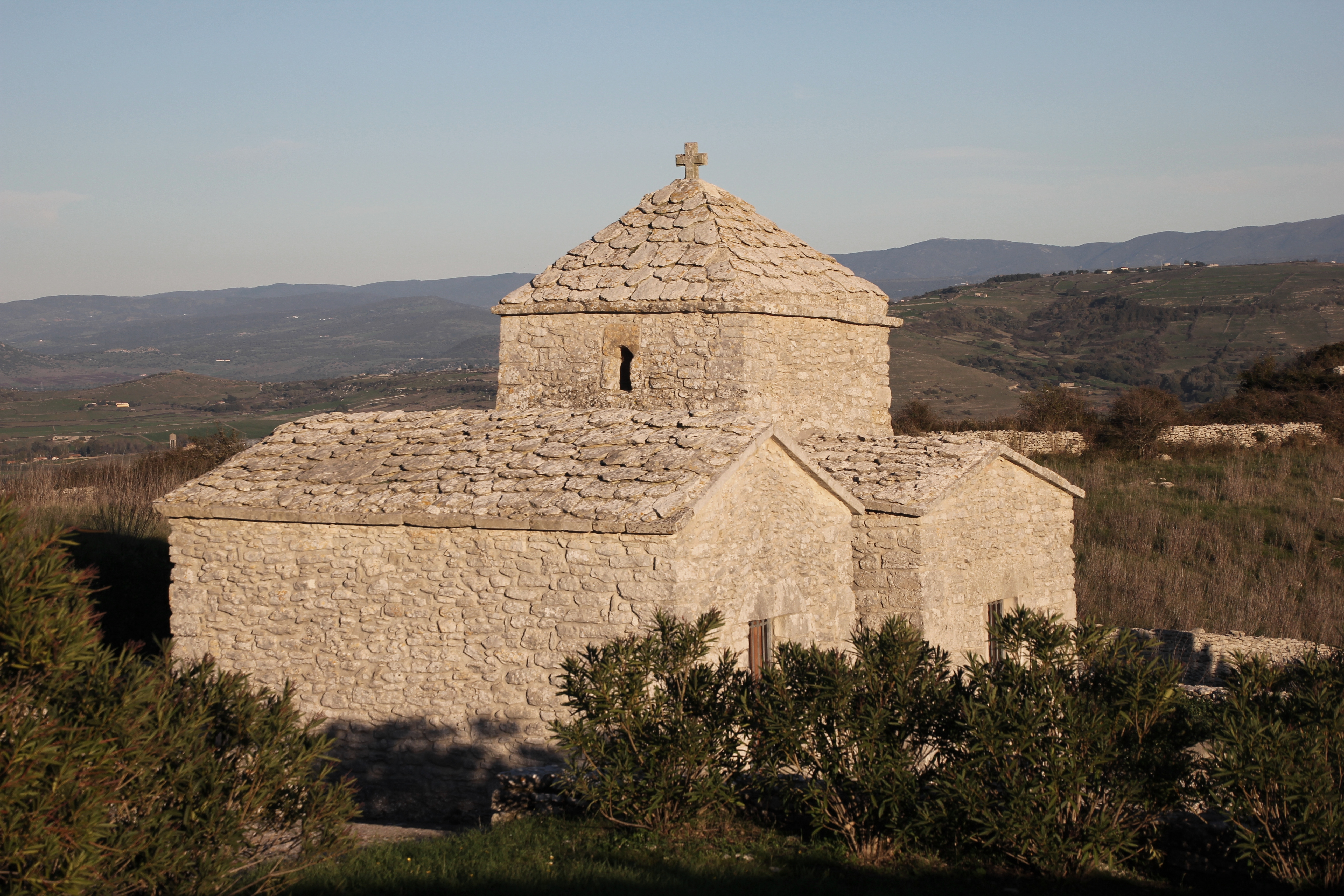
Chiesa di Santa Maria Iscalas

Nel suo territorio le prime testimonianze della presenza umana risalgono alle civiltà neolitiche per la presenza di diverse domus de janas e tombe dei giganti, nonché di numerosi nuraghi, risalenti all'età del bronzo.
Non mancano testimonianze del passaggio successivo di altri popoli, tra cui i Romani con Lucentia o Castrum Lucentinum (oggi Lughentinas) e i Bizantini con l'insediamento di Kourin.
Nell'XI secolo viene citata per la prima volta la chiesa bizantina di Santa Maria Iscalas nelle cui vicinanze sorgeva il villaggio detto Santa Maria di Curin. Non appare chiaro che il nome di questa località, di apparente origine greca, sia relazionato con quello di Corsein, con cui in alcune mappe geografiche medievali viene indicato per la prima volta il villaggio dove sorge ora l'odierno comune, poi evoluto in Cossein e quindi nell'odierno Cossoine, in seguito alle distorsioni dovute alle stratificazioni linguistiche in sequenza dei dominatori catalani, castigliani e italiani. Secondo una interpretazione etimologica questo nome deriverebbe da cossu, forse ad indicare "corso", ossia abitante della Corsica. Questa interpretazione sarebbe surrogata anche dall'alta frequenza nel Paese del cognome Unali, che deriva da Gunale, una curatoria del Giudicato di Gallura storicamente abitata da tribù corse.
Durante il medioevo Cossoine fece parte del giudicato di Torres, nella curatoria di Cabuabbas, per poi passare alla famiglia genovese dei Doria nel XIII secolo. Dopo alterne vicende Cossoine passò dal giudicato di Arborea agli aragonesi alla metà del XIV secolo. Per tutto il periodo aragonese-spagnolo il paese fu sotto il controllo di diverse famiglie di feudatari iberici fino al 1839, quando in periodo sabaudo fu abolito il feudalesimo.
Fino all'Ottocento il paese era lo spauracchio dei parroci della sede vescovile per la sua inospitalità all'autorità spirituale e il cattolicesimo era praticato prevalentemente dalle famiglie delle classi alte, mentre le masse popolari aderivano ad un culto distorto con superstizioni e reminiscenze di culti pagani. Il territorio, allora ricco di foreste nei monti e di paludi nelle valli, tra i più selvaggi della provincia di Sassari, era il paradiso dei protagonisti del banditismo locale, quali i fratelli Cabizza del villaggio stesso e Peppino Marceddu di Pozzomaggiore, e anche di altri latitanti, come il famigerato Francesco Derosas di Usini.
Nel Novecento il progresso delle comunicazioni portò il villaggio ad un certo grado di sviluppo economico e sociale. Il quasi completo abbattimento degli alberi durante la costruzione della ferrovia impedì ogni futuro insediamento di banditi, tanto che Cossoine restò immune dal fenomeno dei sequestri di persona, che nell'isola invece aumentavano insieme allo sviluppo economico.
Dopo alcuni decenni le migliori condizioni nutritive e sanitarie portarono come rovescio della medaglia ad un eccesso di popolazione, che a partire dagli anni cinquanta provocò inevitabilmente una notevole emigrazione, soprattutto in Argentina, Nord Italia e Nord Europa.
A partire dagli anni ottanta si aprì per Cossoine una stagione di notevoli cambiamenti sociali ed urbanistici, i quali garantirono al paese un profondo rinnovamento e ad una maggiore emancipazione economica. Tali miglioramenti furono portati avanti dalle amministrazioni e dalle numerose associazioni caratterizzate dalla forte presenza dei giovani di Cossoine.

### Simboli
Lo stemma e il gonfalone del comune di Cossoine sono stati concessi con decreto del presidente della Repubblica del 5 giugno 1951.
Sullo sfondo rosso dello stemma comunale, è raffigurato un castello d'argento, munito di due torrette laterali a cuspide, posto sulla sommità di un monte verde e accostato da due leoni controrampanti, anch'essi d'argento.
Il gonfalone è un drappo troncato di rosso e di bianco.

## Monumenti e luoghi d'interesse

### Architetture religiose
- Chiesa bizantina di Santa Maria Iscalas

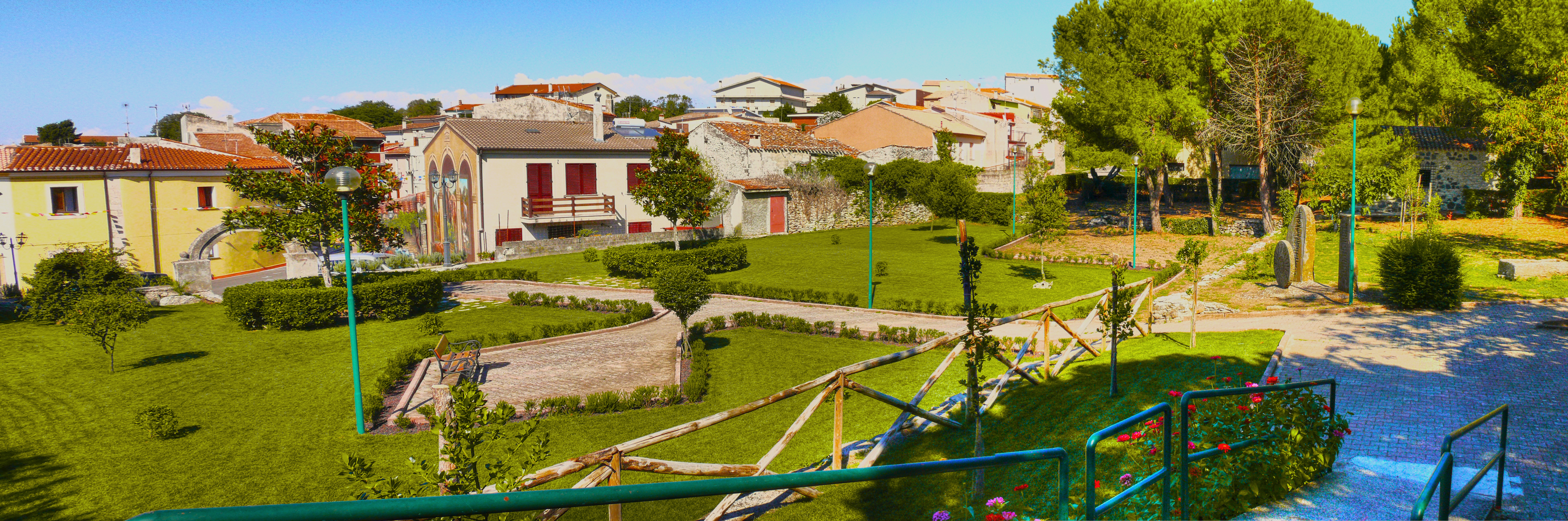

- Chiesa di Santa Chiara
- Chiesa di San Sebastiano
- Chiesa di Santa Croce

### Siti archeologici
- Nuraghe Corruoe

### Luoghi di interesse naturalistico
- voragine di Mammuscone

## Società

### Evoluzione demografica
Abitanti censiti

## Cultura
Cossoine è citato in diverse fonti storiche per una singolare caratteristica dei suoi canti: al contrario della comune consuetudine sarda di un canto a tenore esclusivamente maschile, in questo villaggio esisteva una tradizione femminile, che da più di un secolo è andata irreversibilmente persa.

## Economia
L'economia del Paese era fino all'Ottocento tradizionalmente imperniata sulle colture cerealicole e leguminose, grazie alla feracità dei suoli vulcanici. Oggi si basa quasi esclusivamente sull'allevamento.

## Amministrazione
| Periodo         | Periodo         | Primo cittadino  | Partito                                                    | Carica  | Note   |
| --------------- | --------------- | ---------------- | ---------------------------------------------------------- | ------- | ------ |
|                 | 1966            | Leonardo Caddia  |                                                            | Sindaco |        |
| 1966            | 1970            | Luciana Mannu    |                                                            | Sindaco |        |
| 1970            | 1975            |                  |                                                            |         |        |
| 1975            | 1980            | Vincenzo Contini |                                                            | Sindaco |        |
| 1980            | 1985            | Sebastiano Piras | lista civica di centro-sinistra                            | Sindaco |        |
| 1985            | 1990            | Sebastiano Piras | lista civica di centro-sinistra                            | Sindaco |        |
| 1990            | 22 aprile 1995  | Sebastiano Piras | lista civica di centro-sinistra                            | Sindaco |        |
| 23 aprile 1995  | 16 aprile 2000  | Sebastiano Piras | lista civica di centro-sinistra "Impegno e Partecipazione" | Sindaco | [ 6 ]  |
| 16 aprile 2000  | 7 maggio 2005   | Antonia Sotgiu   | lista civica "Insieme per Cossoine"                        | Sindaco | [ 7 ]  |
| 8 maggio 2005   | 29 maggio 2010  | Antonia Sotgiu   | lista civica "Insieme per Cossoine"                        | Sindaco | [ 8 ]  |
| 30 maggio 2010  | 30 maggio 2015  | Alfredo Unali    | lista civica "Insieme per Cossoine"                        | Sindaco | [ 9 ]  |
| 31 maggio 2015  | 25 ottobre 2020 | Sabrina Sassu    | lista civica "Progetto Comune"                             | Sindaco | [ 10 ] |
| 26 ottobre 2020 | in carica       | Sabrina Sassu    | lista civica "Progetto comune"                             | Sindaco | [ 11 ] |